# Wuchang (häradshuvudort)
Wuchang (kinesiska: 五常, 五常市, 五常镇) är en häradshuvudort i Kina. Den ligger i provinsen Heilongjiang, i den nordöstra delen av landet, omkring 100 kilometer sydost om provinshuvudstaden Harbin.
Runt Wuchang är det ganska tätbefolkat, med 111 invånare per kvadratkilometer. Wuchang är det största samhället i trakten. Trakten runt Wuchang består till största delen av jordbruksmark.
Genomsnittlig årsnederbörd är 908 millimeter. Den regnigaste månaden är juli, med i genomsnitt 199 mm nederbörd, och den torraste är januari, med 8 mm nederbörd.